# Кандибине (Миколаївський район)
Канди́бине — село в Україні, у Костянтинівській сільській громаді Миколаївського району Миколаївської області. Розташоване за 22 км від залізничної станції Баловного. Населення становить 457 осіб.

## Географія
Село Кандибине розташоване між шляхами з Криму до Вінниці і до Кропивницького, у центральній частині Миколаївської області.

## Символіка

### Герб
Щит розтятий і перетятий; у 1-у зеленому полі срібна кінська голова зі золотою збруєю; у 2-у синьому - червоний лапчастий хрест із вирізами на кінцях, облямований золотом й у такому ж сяйві; у 3-у срібному - червоне серце, пронизане навхрест додолу двома золотими шаблями; у 4-у зеленому - золотий поштовий ріжок, перевитий срібною стрічкою.
Зображення кінської голови, спорядженої збруєю, символізує існування на місці поселення казенної (державної) кінської станції Кандибинська. У списках населених пункті в Херсонської губернії 1859 р. вказана земська поштова станція з 10-ма трійками коней.
Червоний хрест (подібний до мальтійського) у золотій облямівці із сяйвом символізує безіменний хутір, який існував у південних степах як запорізький зимівник. Подібний хресту золотому сяйві містився на знаменах Чорноморського козацтва. Такий же хрест є на гербі Нової Одеси, що підкреслює розташування Кандибиного у минулому в Новоодеському районі.
Пронизане шаблями червоне серце нагадує герб роду Кандиб, зафіксований у “Малоросійському гербовнику”. Кандиби відомі як український шляхетський рід XVII—XVIII ст. Від прізвища генерала Кандиби поселення отримало свою назву. Серце символізує істину, любов і розум. Серце пронизане шаблями алегорично підкреслює страждання за віру і рідну землю.
Поштовий ріжок символізує збудовану в 1802— 1803 рр. поштову станцію, яка займалась перевезенням кореспонденції, багажі в та пасажирів державним шляхом з півдня на північ. Зелений колір означає надію, відродження і достаток; синій - славу і бездоганність, вірність і святість; золото символізує велич і багатство, а срібло - мудрість і доброту, мир і досконалість.

### Прапор
Квадратне полотнище, розділене вертикально на дві рівновеликі частина; у синьому полі від древка — червоний лапчастий хрест із вирізами на кінцях, із жовтою облямівкою й таким же сяйвом, внизу під хрестом - жовтий поштовий ріжок, перев’язаний білою стрічкою; поле з вільного краю складається з п’яти рівновеликих горизонтальних смуг - трьох білих і двох зелених. Поєднання білих і зелених кольорів означає весняні квітучі сади мешканців села.

## Історія
Генерал Кандиба отримав 1774 р. тут землі з рекомендацією не руйнувати існуючий зимівник. Нове заселення відбулося у перші роки XIX ст. На початку 1800-х рр. збудовано поштову станцію, згодом появилися переселенці з с. Сланець. Карти і описи фіксують сучасну відантропонімну назву від 1820 р.: “казенний кінний завод Ст. Кандибинська”, “Кандибин хутір казенний при фонтані” (1863), “Кандибине - земська поштова станція, яка утримувала 10 трійок коней, джерело води з купальнею (фонтаном)”.
Влітку 1891 року, подорожуючи по Росії, в Кандибиному побував молодий Олексій Горький. Тут він став свідком колективного знущання над молодою жінкою. Цю картину письменник описав в оповіданні «Вивід».
15 лютого 1920 року, після того, як Добровольча армія залишила село, у ньому відбувся волосний селянський з'їзд, на якому була підтримана Радянська влада. В цей же день селяни зібрали і відправили голодуючим робітникам Петрограда 1 тисячу пудів хліба. В лютому того ж року створено партосередок. У 1922 році організовано перші артілі «Свобода» і «Труд».

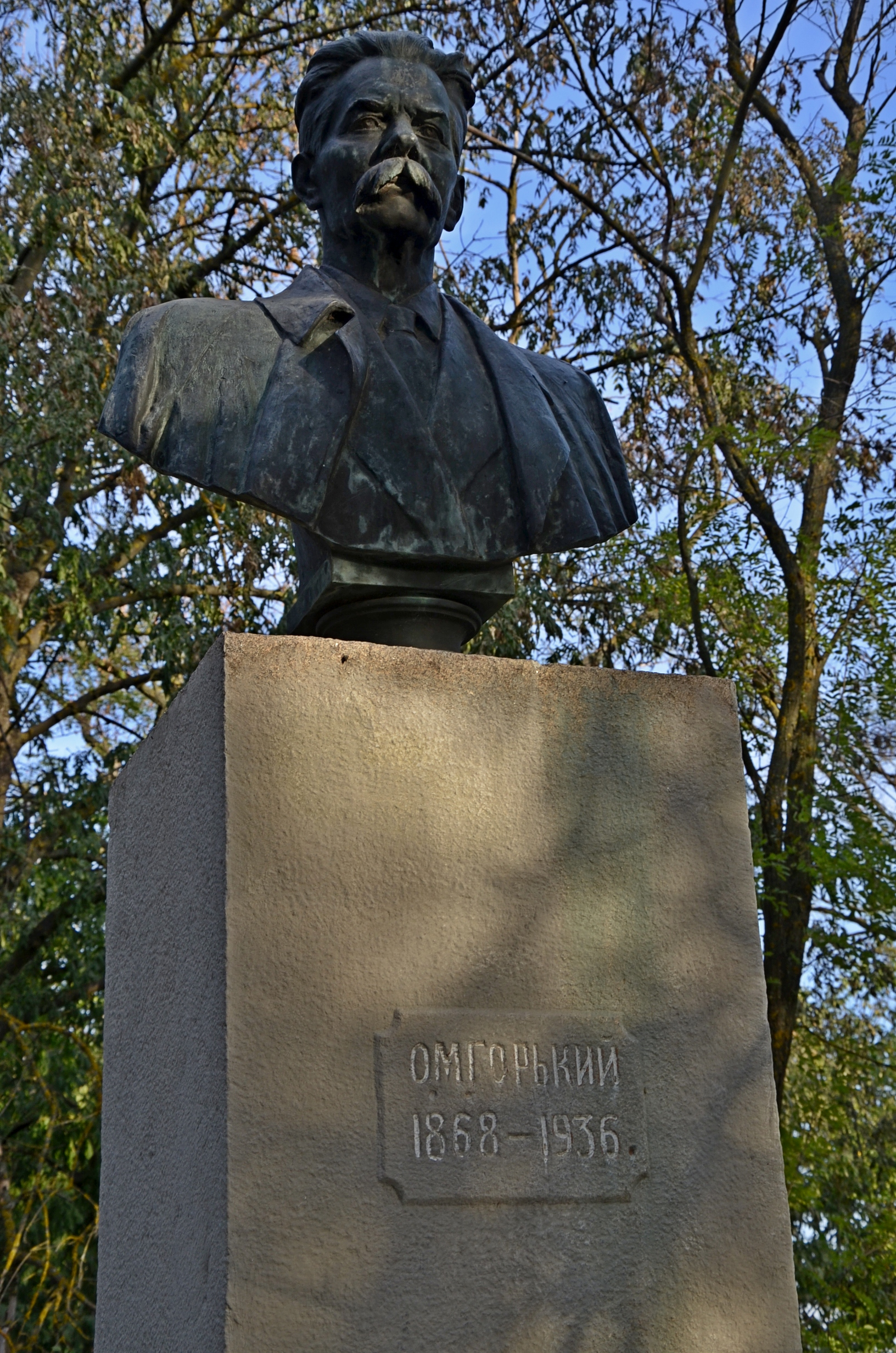
Погруддя М. Горького.

1935 року жінки Кандибиного звернулися до Олексія Горького з проханням побувати в оновленому селі. Хворий письменник не міг відвідати знайомі місця, але надіслав гроші для будівництва тут школи, яка стоїть на найвищому місці і носить ім'я Олексія Горького. При ній був створений музей письменника. У 1967 році в селі встановлено пам'ятник Максиму Горькому — погруддя на прямокутному п'єдесталі (скульптор Ігнатьєв).
Село було центром сільської ради, до якої входили також села Новокрасівське, Новоматвіївське, Сільвестрівське, Скоблик. Станом на початок 1970-х років в селі працював радгосп імені Горького. Господарство обробляло 3 508 га орної землі. Воно вирощувало зернові й технічні культури (соняшник); було розвинуте м'ясо-молочне тваринництво. На той час працювали середня школа, дитячі ясла, клуб, бібліотека.

### Археологія
На околицях села знайдено знаряддя праці доби бронзи (2-ге тисячоліття до н. е.).

## Населення
- Згідно Історії міст і сіл Української РСР у 1971 році населення села становило 219 мешканців[2].
- Згідно з переписом УРСР 1989 року чисельність наявного населення села становила 485 осіб, з яких 240 чоловіків та 245 жінок[5].
- За переписом населення України 2001 року в селі мешкало 455 осіб[6].

### Мова
Розподіл населення за рідною мовою за даними перепису 2001 року:
| Мова       | Відсоток |
| ---------- | -------- |
| українська | 95,19 %  |
| російська  | 4,16 %   |
| молдовська | 0,66 %   |

## Люди
Уродженцем села є Микола Іванович Калиниченко (1924—2007) — доктор медичних наук, заслужений лікар України.